# مری بلاد ملن

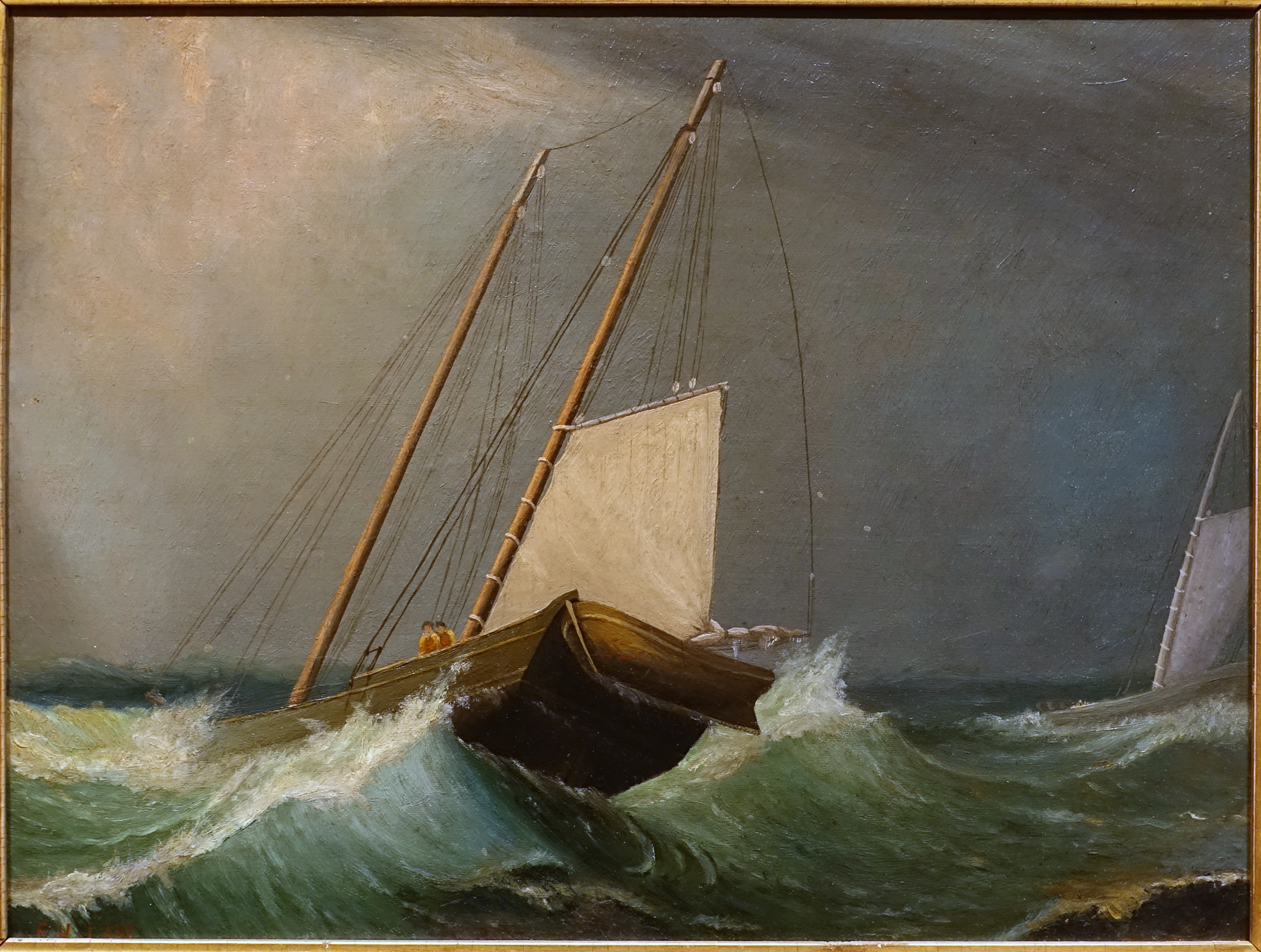
نقاشی مری بلاد ملن

مری بلاد ملن (انگلیسی: Mary Blood Mellen) نقاش و هنرمند اهل ایالات متحده آمریکا بود.